# Les Portes-en-Ré
Les Portes-en-Ré település Franciaországban, Charente-Maritime megyében. Lakosainak száma 582 fő (2022. január 1.). Les Portes-en-Ré Saint-Clément-des-Baleines községgel határos.

## Népesség
A település népességének változása:
| Lakosok száma | 424  | 513  | 660  | 647  | 607  | 619  | 606  | 594  | 593  | 582  |
|               | 1968 | 1982 | 1990 | 2006 | 2013 | 2015 | 2017 | 2019 | 2020 | 2022 |